# Apoštolát sv. Cyrila a Metoděje (časopis)
Apoštolát sv. Cyrila a Metoděje byl moravský časopis vydávaný v letech 1910 až 1948 stejnojmenným katolickým spolkem. Vycházel jako měsíčník, a to zpočátku v Kroměříži a později v Olomouci. Přispívali do něj především Msgre. ThDr. h. c. František Jemelka, Adolf Jašek, Msgre. ThDr. Antonín Šuránek, Msgre. ThDr. Antonín Cyril Stojan, ThDr. Ján Ivan Mastiliak CSsR, prof. PhDr. Josef Vašica, prof. PhDr. František Grivec, prof. ThDr. Bohumil Zlámal, Msgre. Rafael Kozák a další. Po nástupu komunistického režimu muselo být jeho vydávání zastaveno.